# Mathilde Plantagenet

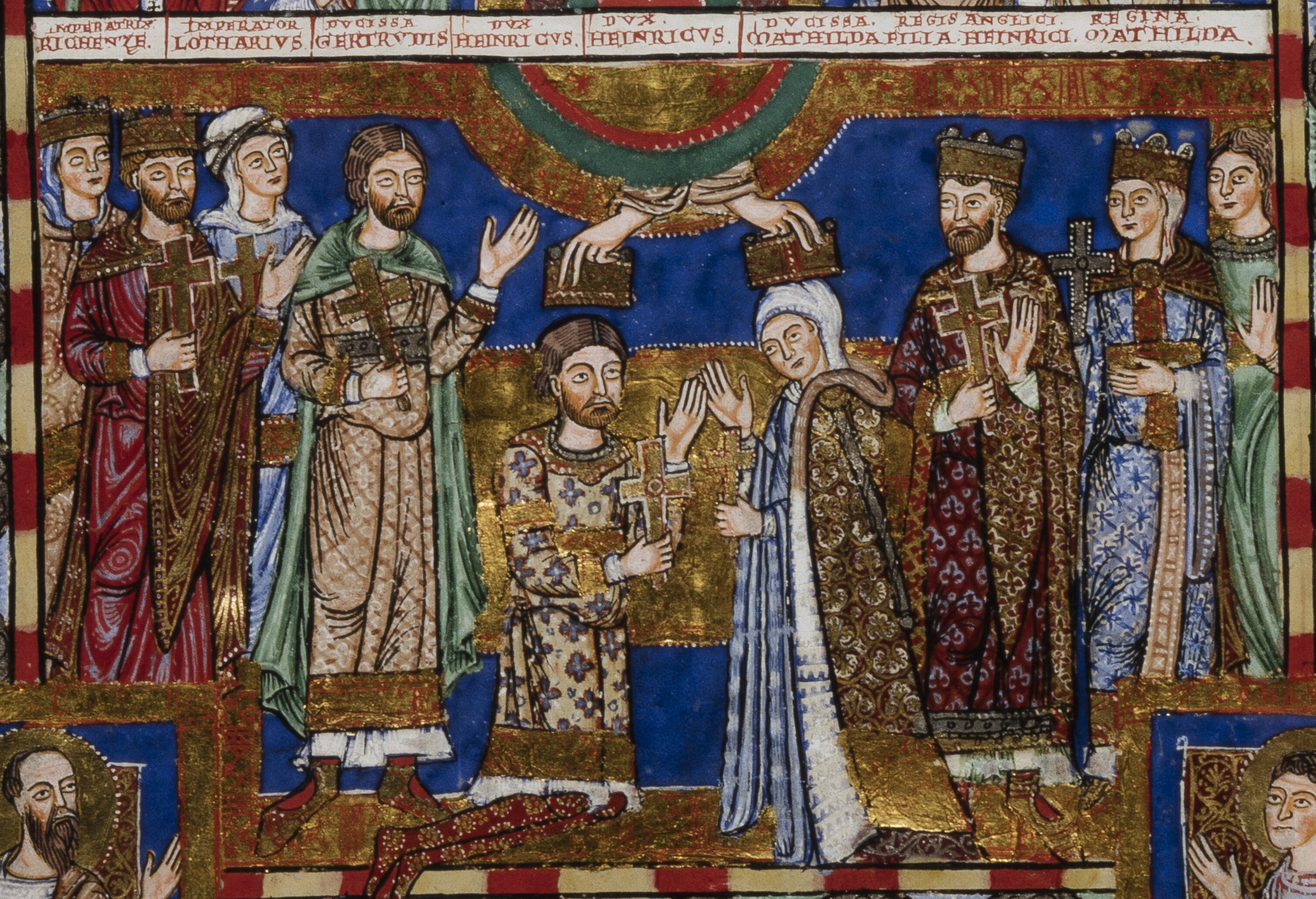
Krönung von Heinrich dem Löwen und Mathilda (aus dem Evangeliar Heinrichs des Löwen, um 1188)

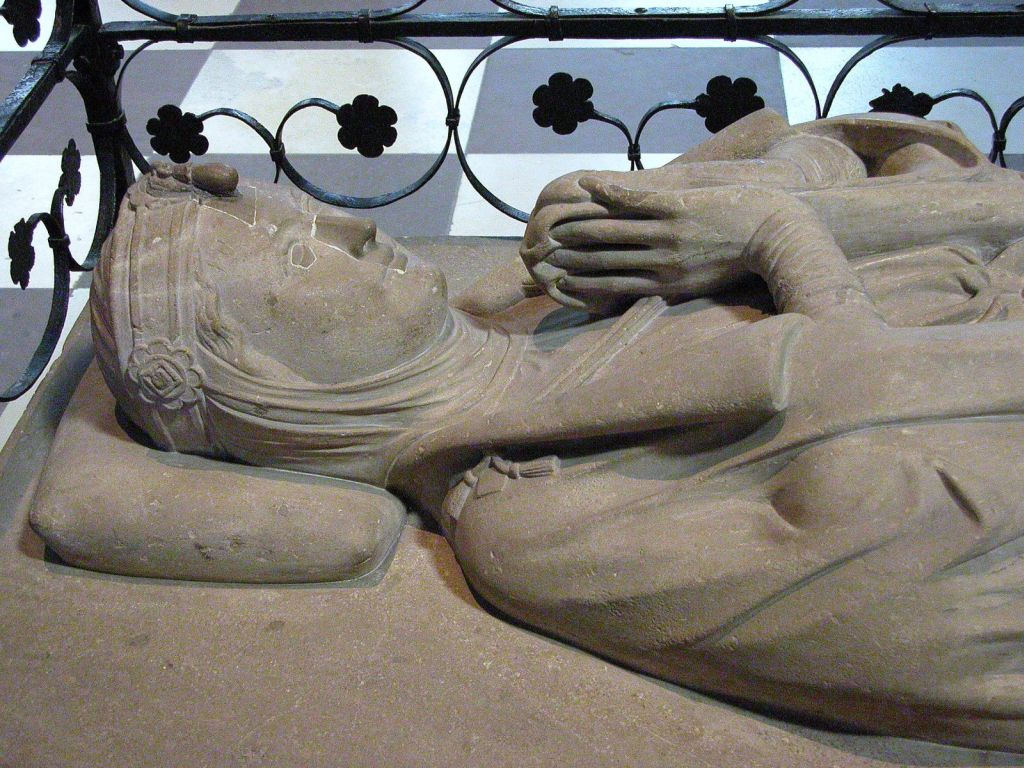
Mathildes Grabmal (um 1230). Der Volksmund gab ihr den Beinamen Die Fromme

Mathilde von England, eigentlich Matilda Plantagenêt (* um 1156 in Windsor Castle, Berkshire, England; † 28. Juni 1189 in Braunschweig), war als Gattin Heinrichs des Löwen Herzogin von Sachsen und Bayern. Sie war das dritte Kind und die älteste Tochter von König Heinrich II. (Henry Plantagenêt) von England und der Eleonore von Aquitanien sowie die Schwester der beiden künftigen englischen Könige Richard Löwenherz und Johann Ohneland.

## Jugend und Heirat
Ihre Taufe erhielt Mathilde durch Erzbischof Theobald von Canterbury in der Dreifaltigkeitskirche in Aldgate. Königin Eleonore von Aquitanien reiste 1160 mit ihrer kleinen Tochter zu ihrem Gatten Heinrich II. in die Normandie. Anfang 1163 dürfte Mathilde mit ihren Eltern wieder nach England zurückgekehrt sein.
Zur Etablierung guter Beziehungen zwischen dem englischen König und dem deutschen Kaiser Friedrich Barbarossa reiste dessen Kanzler und Erzbischof von Köln, Rainald von Dassel, Anfang 1165 nach Rouen, um familiäre Bande zwischen den beiden Herrscherhäusern der Staufer und Plantagenets anzuknüpfen: Friedrich, der erst einjährige Sohn des Kaisers, wurde mit der englischen Königstochter Eleonore verlobt, und der mächtigste deutsche Fürst und Verbündete des Kaisers, Herzog Heinrich der Löwe von Sachsen und Bayern (der 1162 von seiner ersten Frau Clementia von Zähringen geschieden worden war), verlobte sich mit Eleonores Schwester Mathilde. Doch kam das erstgenannte Heiratsprojekt nicht zustande, da es der englische König offenbar nicht weiter verfolgte und es sich jedenfalls durch den frühen Tod des Kaisersohns Friedrich (1170) erübrigte.
Mit drei Schiffen, auf denen sich eine große Mitgift und zahlreiches Gefolge befanden, verließ die erst etwa elfjährige Mathilde Ende September 1167 England und reiste, von ihrer Mutter bis in die Normandie begleitet, zu ihrem um fast 30 Jahre älteren Bräutigam nach Deutschland. Die prachtvolle Hochzeit des Paares wurde von Bischof Werner am 1. Februar 1168 im Dom zu Minden zelebriert. Die sich anschließenden Feierlichkeiten fanden am sächsischen Hof zu Braunschweig statt. Durch die große Mitgift stieg der welfische Herzog zu einem der reichsten deutschen Fürsten auf.

## Kinder
Aus der Ehe von Heinrich und Mathilde gingen fünf (über das Kleinkindalter hinauskommende) Kinder hervor:
- Richenza/Mathilde (* 1172; † 1208/1209)

1. ⚭ Graf Gottfried III. von Le Perche († 1202) (Haus Châteaudun)
2. ⚭ Graf Engelram III. von Coucy († ca. 1242)

- Heinrich V., Pfalzgraf bei Rhein (* ca. 1173/1174; † 1227)

1. ⚭ 1194 Agnes von Staufen
2. ⚭ 1211 Agnes von Landsberg

- Lothar (* 1174/1175; † 1190)
- Otto IV. (* 1175/1176; † 1218), Deutscher König und Römischer Kaiser

1. ⚭ 1212 Beatrix von Schwaben († 1212)
2. ⚭ 1214 Maria von Brabant († 1260)

- Wilhelm, Herzog von Lüneburg (* 1184; † 1212/1213)

1. ⚭ Prinzessin Helena von Dänemark, Tochter des dänischen Königs Waldemar I.

Die Herzogin Mathilde ist somit über ihren jüngsten Sohn Stammmutter aller späteren Welfen.

## Herzogin von Sachsen und Bayern
Als Heinrich der Löwe 1172 ins Heilige Land pilgerte, erfüllte seine in Deutschland zurückgebliebene, noch jugendliche Gattin vor allem repräsentative Pflichten. Dagegen vertraten die politischen Interessen des abwesenden Herzogs zwei von dessen Vertrauten. Über Mathildes späteren politischen Anteil an der Regierung ihres Gatten ist kaum etwas bekannt. Sie trug aber wesentlich zu den Plänen ihres Gatten bei, Braunschweig zu einer fast königlichen Residenzstadt auszubauen.
Auf Mathildes Intervention beim Papst Alexander III. geht die Heiligsprechung Thomas Beckets (1173) zurück. Mathilde war als Tochter Heinrichs II. von England mit Thomas Becket freundschaftlich verbunden. Der Braunschweiger Dom wurde ebenso auf ihre Initiative hin bald nach der Heiligsprechung eine der ersten Kirchen, die das Patronat Thomas Beckets trug.

## Exil
Aufgrund seiner Machtstellung regierte Heinrich der Löwe sein Territorium ziemlich unabhängig vom Deutschen Reich und er legte auch großen Wert auf die Betonung der königlichen Abstammung seiner Gattin. Seine unabhängige Regierungsweise und Expansionsbestrebungen brachten ihn aber mit anderen Adligen und Bischöfen sowie zunehmend mit dem Kaiser selbst in Konflikt. Schließlich wurde er 1180 gestürzt. Nach einem verlorenen Krieg musste sich der Welfenherzog den Beschlüssen des Kaisers beugen und im Juli 1182 ins Exil zu seinem Schwiegervater, dem englischen König, gehen. Es ist aufgrund widersprüchlicher Quellenangaben unklar, ob Mathilde gemeinsam mit ihrem Gemahl verbannt wurde, oder ob sie ein Angebot des Kaisers für ihren ungestörten Verbleib in Deutschland ablehnte, weil sie ihren Gatten nicht allein ziehen lassen wollte. Jedenfalls begleitete sie ihn zusammen mit ihrer Tochter Richenza/Mathilde und ihren Söhnen Heinrich (V.) und Otto (IV.) ins Exil, während ihr Sohn Lothar im Reich blieb. Bis Juni 1184 hielt sich Mathilde in Caen und Argentan in der Normandie auf. Wahrscheinlich damals lernte sie den französischen Baron und Troubadour Bertran de Born kennen, der sie in höfischer Manier in zwei Liebesgedichten als Elena besang. Ab Mitte 1184 lebte Mathilde ein Jahr lang auf den britischen Inseln und brachte dort ihren jüngsten Sohn Wilhelm, den späteren Herzog von Lüneburg, zur Welt. Weihnachten 1184 feierte sie mit ihrem Gatten und ihrem Vater in Windsor.

## Rückkehr und Tod

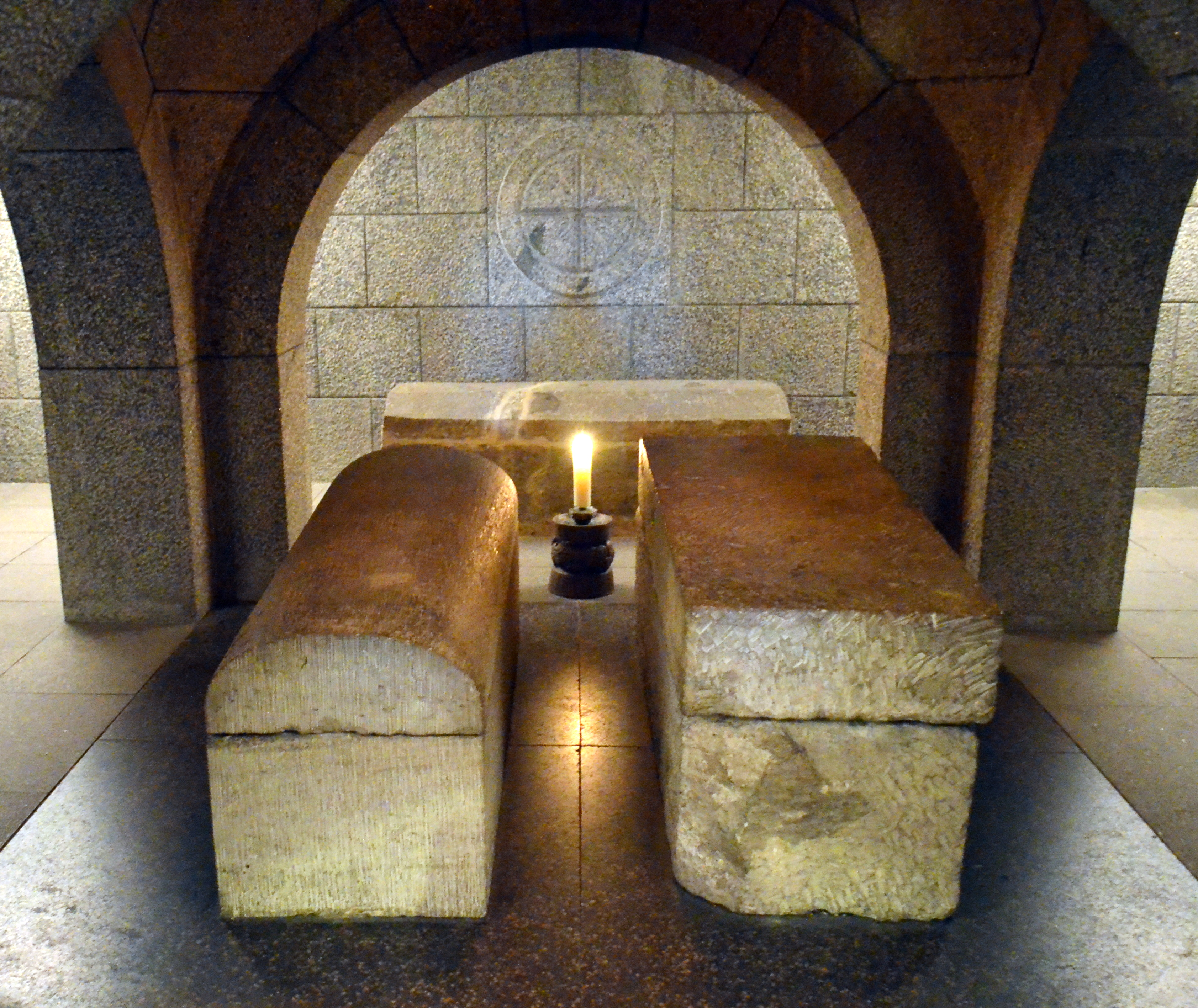
Krypta Heinrichs des Löwen. Links: Sarkophag Heinrichs, rechts der Mathildes. Im Hintergrund ein Sarkophag, in dem sich die sterblichen Überreste Markgräfin Gertruds der Älteren von Braunschweig, Markgraf Ekberts II. von Meißen, und Gertruds der Jüngeren von Braunschweig, Urgroßmutter Heinrichs des Löwen befinden.

Nachdem Heinrich dem Löwen nach dreijähriger Verbannung die Rückkehr in seine Heimat erlaubt worden war, machte er sich mit seiner Gattin im Oktober 1185 auf den Rückweg nach Sachsen. Aber Anfang 1189 musste er erneut ins Exil nach England gehen, weil er sich unter Hinweis auf sein schon höheres Alter weigerte, am Dritten Kreuzzug teilzunehmen. Mathilde blieb zur Wahrung der welfischen Interessen in Braunschweig zurück, wo sie jedoch bereits drei Monate nach Heinrichs Abreise im Alter von nur etwa 33 Jahren verschied.
Mathilde ist an der Seite ihres Mannes in der Krypta des Braunschweiger Doms bestattet. Die Untersuchung ihrer Gebeine ergab, dass sie klein und dunkelhaarig war sowie dass sie an einer Hüftanomalie litt.
Der deutsche Chronist Arnold von Lübeck pries Mathilde als würdigen Adelsspross und als sehr fromme Frau, die stets spendabel und freundlich zu den Armen und Kranken gewesen sei.

## Einfluss auf den Hof Heinrichs des Löwen
Durch ihre engen familiären Bindungen nach England und in die Normandie war Mathilde in der Lage gewesen, dem kulturellen Leben am Hofe ihres Gemahls neue und wichtige Impulse zu verleihen. So konnte die ritterliche Dichtung Frankreichs durch ihren Einfluss Einzug im Reich Heinrichs des Löwen halten. Wohl auf ihre Anregung hin schuf der Pfaffe Konrad die erste deutschsprachige Version des zu den bedeutendsten mittelalterlichen Epen Frankreichs zählenden „Rolandsliedes“. Es steht aber nicht sicher fest, ob auch der Versroman „Tristrant und Isalde“ – die erste deutsche Bearbeitung des Tristan-Stoffes durch Eilhart von Oberg nach französischem Vorbild – auf ihre Initiative zurückgeht. Auf dem Widmungsbild des Evangeliar Heinrichs des Löwen ist Mathilde mit Krone, ihr Gatte aber ohne Kopfbedeckung dargestellt.